# Laban, das kleine Gespenst
Laban, das kleine Gespenst (Originaltitel: Lilla spöket Laban) ist eine schwedische Zeichentrickserie, die zwischen 2006 und 2013 produziert wurde. Die Geschichte basiert auf der gleichnamigen Buchreihe von Inger und Lasse Sandberg.

## Handlung
Obwohl Laban ein kleines Gespenst ist, hat er auch Angst vor gruseligen Orten, fürchtet sich oft und muss feststellen, dass das Spuken gar nicht so einfach ist. Er lebt zusammen mit seiner Familie in der Burg Knisterstein. Gemeinsam mit seiner Schwester Labolina und seinen Freund Prinz Bo erlebt er viele Abenteuer und sie lehren sich gegenseitig das Fürchten. Dadurch versucht er auch ein besseres Gespenst zu werden und seine Fähigkeiten im Spuken zu verbessern.

## Produktion und Veröffentlichung
Die Serie wurde zwischen 2006 und 2013 in Schweden produziert. Regie führten Per Åhlin, Alicia Jaworski und Karin Nilsson. Das Drehbuch schrieb Alrun Fichtenbauer, Lena Ollmark und Inger Sandberg.
Die deutsche Erstausstrahlung fand am 23. Oktober 2013 auf KiKA statt.

## Episodenliste
| Folgen-Nr. | deutscher Titel                             | deutsche Erstausstrahlung |
| 1          | Laban, das schrecklichste Gespenst der Welt | 23. Oktober 2013          |
| 2          | Wo ist Labolina?                            | 24. Oktober 2013          |
| 3          | Und Geister gibt es doch!                   | 25. Oktober 2013          |
| 4          | Auf Monstersuche                            | 28. Oktober 2013          |
| 5          | Millimina ist weg!                          | 29. Oktober 2013          |
| 6          | Mama hat Schluckauf                         | 30. Oktober 2013          |
| 7          | Verirrte Gespenster                         | 31. Oktober 2013          |
| 8          | Papa Gespenst ist krank                     | 1. November 2013          |
| 9          | Laban passt auf                             | 4. November 2013          |
| 10         | Ein Bild zum Gruseln                        | 5. November 2013          |
| 11         | Eine Gruselnacht im Zelt                    | 6. November 2013          |
| 12         | Nur noch eins …                             | 7. November 2013          |
| 13         | Die freche Wolke                            | 8. November 2013          |
| 14         | Labans Schatten                             | 11. November 2013         |
| 15         | Die Zauberfarbe                             | 12. November 2013         |
| 16         | Das Fledermausbaby                          | 13. November 2013         |
| 17         | Keine Angst vor Rufus                       | 14. November 2013         |
| 18         | Was für ein Kuchen!                         | 15. November 2013         |
| 19         | Der Geschenketag                            | 18. November 2013         |
| 20         | Die Übernachtung                            | 19. November 2013         |
| 21         | Die Laban-Blume                             | 20. November 2013         |
| 22         | Sei still, Labolina!                        | 21. November 2013         |
| 23         | Ein Schreck für den König                   | 22. November 2013         |
| 24         | Laban und der Weihnachtsmann                | 25. November 2013         |